# Locanto
Locanto ist ein internationales Portal für Kleinanzeigen in den Kategorien Jobs, Kontaktanzeigen, Vermietung, Kaufen/Verkaufen, Dienstleistungen, Nachbarschaft, Immobilien, Fahrzeuge und Tiere. Locanto-Kleinanzeigen gibt es in mehr als 60 Ländern weltweit, in über 1.600 Städten, auf fünf Sprachen und gilt als Mitbewerber von Craigslist.

## Hintergrund
Locanto wird von dem deutschen Start-Up-Unternehmen Yalwa GmbH mit Sitz in Wiesbaden betrieben. Das Portal wurde im Juli 2006 mit einer Kleinanzeigen-Seite für New York gegründet. Einen Monat später wurde der Dienst um die US-Städte Boston, Chicago, Los Angeles und San Francisco erweitert. Seit 2007 deckt Locanto jede größere Stadt in den USA. Es folgten 1500 Städte in 37 weiteren Ländern auf fünf Sprachen.
Neben askalo und Yalwa ist Locanto eine von drei lokalen Web-Anwendungen des deutschen StartUps Yalwa GmbH. Klaus-P. Gapp, Geschäftsführer und Gründer des Unternehmens, hat zuvor OpusForum.org – eine Kleinanzeigenseite für den deutschsprachigen Markt – erstellt und betrieben. Diese wurde 2005 von Ebay gekauft und ein Jahr später mit dem eigenen Anzeigenportal Kijiji zusammengeführt.

## Sicherheit
Locanto bietet den Blog „Sicheres Handeln“ an, auf dem sich die Nutzer über das Thema Internet-Sicherheit gründlich informieren können.

## Reichweite

### Länder
Kleinanzeigen-Märkte von Locanto gibt es in Ägypten – Algerien – Argentinien – Australien – Bangladesch – Belgien – Bolivien – Brunei – Chile – China – Costa Rica – Deutschland – Dominikanische Republik – Ecuador – Elfenbeinküste – El Salvador – Frankreich – Ghana – Großbritannien -Guatemala Hongkong – Indien – Indonesien – Irland – Jamaika – Japan – Kamerun – Kanada – Katar – Kenia – Kolumbien – Kongo – Luxemburg – Madagaskar – Malaysia – Marokko – Mauritius – Mexiko – Neuseeland – Niederlande – Nigeria – Österreich – Pakistan – Panama – Paraguay – Peru – Philippinen – Puerto Rico – Saudi-Arabien – der Schweiz – Senegal – Singapur – Spanien – Südafrika – Südkorea – Südtirol – Tansania – Thailand – Tunesien – Uganda – Uruguay – Vietnam – den Vereinigten Arabischen Emiraten – den USA (auf Englisch und Spanisch) und in Venezuela.

### Sprachen
Locanto wird in Niederländisch, Englisch, Französisch, Deutsch und Spanisch angeboten.

### Mobile Version
Seit Februar 2010 stehen die Kleinanzeigen-Märkte von Locanto auch mobilen Web-Nutzern zur Verfügung. In der mobilen Version sind das Suchen, Browsen und Einstellen von Kleinanzeigen möglich.

## Kritik
Im Januar 2010 berichteten einige indische Medien darüber, dass Bilder der kanaresischen Schauspielerin Sanchitha Padukone in bestimmten Locanto-Kontaktanzeigen missbraucht worden sind. Dabei wurde Locanto als eine „Porno-Seite“ bezeichnet.